# Trujillo (delstat)

Trujillo läge i Venezuela

Trujillos flagga

Trujillo är en av Venezuelas 23 delstater (estados), belägen i den nordvästra delen av landet. Den har en yta på 7 400  km² och en befolkning på 711 400 invånare (2007). Huvudstad är Trujillo.

## Kommuner
Delstatens kommuner (municipios) med centralort inom parentes.
1. Andrés Bello (Santa Isabel)
2. Boconó (Boconó)
3. Bolívar (Bolívar)
4. Candelaria (Chejendé)
5. Carache (Carache)
6. Escuque (Escuque)
7. José Felipe Márquez Cañizales (El Paradero)
8. José Vicente Campo Elías (Campo Elías)
9. La Ceiba (Santa Apolonia)
10. Miranda (El Dividive)
11. Monte Carmelo (Monte Carmelo)
12. Motatán (Motatán)
13. Pampán (Pampán)
14. Pampanito (Pampanito)
15. Rafael Rangel (Betijoque)
16. San Rafael de Carvajal (Carvajal)
17. Sucre (Sabana de Mendoza)
18. Trujillo (Trujillo)
19. Urdaneta (La Quebrada)
20. Valera (Valera)